# Горгони
Стено пренасочва насам.  За българското издателство вижте Стено (издателство).
Горгони в древногръцката митология са трите сестри – Стено, Евриала и Медуза. Те били крилати жени чудовища, които имали змии вместо коси. Погледът им превръщал всичко живо в камък. Дъщери са на морското божество Форкис и неговата сестра Кето. Сестри са на греите, дракона Ладон и Хесперидите. Те обитавали океана, редом с хесперидите. 

В началото горгоните били прекрасни девойки, но Атина завидяла на хубостта им и по нейна идея били пратени на запад. Там постепенно започнали да се променят – пораснали им златни крила, ръцете им станали медни, а в косите им се появили змии. Но и това не удовлетворило завистливата Атина. За убийството на Медуза, единствената смъртна сред горгоните, тя избрала Персей, който с помощта на боговете се справил със задачата.